# Leoncio Urabayen
Leoncio Urabayen Guindo (Erroz, Araquil, 12 de septiembre de 1888-Pamplona, 2 de mayo de 1968) fue un geógrafo, maestro y pedagogo español, autor de varias publicaciones. Tuvo un hermano más mayor que fue el escritor Félix Urabayen.

## Biografía
Hijo de Bonifacio Urabayen Vidaurre, natural de Salinas de Oro, un celador de montes de la Diputación de Navarra, y de María Guindo Ilzarbe, natural de Belascoáin, cuando tenía tan solo dos años, en 1890, se vieron obligados a trasladarse a Pamplona donde recibiría su formación inicial en las escuelas municipales. Uno de sus maestros, Félix Serrano Zabala, como ya ocurriera con su hermano mayor Félix, le formará y preparará para sus estudios posteriores.
En 1903 comienza a estudiar en la Escuela Normal de Maestros de Instrucción Pública de Navarra, localizada en Pamplona, donde seguirá una formación de magisterio compaginada con estudios en la Academia Municipal de Música y estudios en la Escuela de Artes y Oficios. 
Con su título de magisterio entró a trabajar en la Diputación de Navarra como administrativo. En 1914, tras realizar oposiciones, ingresa en la Escuela de Estudios Superiores de Magisterio de Madrid donde finalizaría en 1917 siendo el primero de su promoción. La Especialidad de la Sección de Letras que había elegido tenía asignaturas muy vinculadas en extensión y profundidad a la Geografía, Historia, Lengua y Literatura.» Tuvo de profesor de Geografía a Ricardo Beltrán y Rózpide. Y de la misma promoción salieron otros dos geógrafos: Isidoro Reverte y Pedro Chico. Como afirma Guibert Navaz, la «Escuela de Estudios Superiores del Magisterio creó en sus alumnos una actitud científica e investigadora.»
Ese mismo año, 1917, pasó a ocupar una cátedra de Gramática y Literatura Española en la Escuela Normal de Burgos donde estuvo un año hasta que pudo, mediante una permuta de plaza, volver a Pamplona. Desde 1918 permaneció en la capital navarra como catedrático de su Escuela Normal, de la que secretario y director entre 1934-1936.
En 1920 fue elegido concejal de Pamplona por el Partido Nacionalista Vasco (PNV) hasta 1923. Durante estos años despliega una intensa actividad siendo secretario del primer Congreso de Estudios Vascos y entrando a formar parte, como cofundador, de la Sociedad de Estudios Vascos. Tras las dictadura de Primo de Rivera se distanció del PNV y en 1927 se dio de baja.
Estuvo casado, desde 1921, con Rosario Cascante Arraiza. Del matrimonio nacieron dos hijos, María y Miguel. Cuando su esposa falleció en 1937, se volvió a casar con Josefa Barasoain, en 1946.

## Aportación a la geografía
Aunque se desempeñó como catedrático de Gramática y Literatura Española, su interés por la Geografía General y Regional le llevó a publicar numerosos trabajos en este campo. Otro geógrafo navarro, Alfredo Floristán Samanes, posteriormente, al valorar su obra afirmó que le parecía «una figura de excepcional relieve» por tres razones:
1. El primero en realizar «estudios de geografía moderna sobre Navarra». Trabajos anteriores como los diccionarios geográficos del siglo XIX o la obra de Altadill (1935-1985) presentan dicho enfoque. «Los hizo de geografía humana, tanto general como comarcal y local, y particularmente se interesó por la casa rural y los asentamientos.»[5]
2. Innovador en la materia: más allá de mero «estudioso o erudito local», mediante su obra «formuló una nueva doctrina científica, según la cual la geografía humana, que él prefirió llamar Geografía de los paisajes humanizados, debía estudiar las relaciones Hombre-Naturaleza y el proceso de "humanización" de la Tierra basándose en lo que calificó de precipitados geográficos, que no son sino las huellas dejadas en la superficie terrestre por la acción del hombre ante las necesidades que le crea el medio.»[6]
3. Acorde a su ejercicio profesional como maestro, fue «un notable experto en didáctica», como se comprueba en «sus pequeños libros-manuales de Geografía de Navarra y de Geografía humana» donde innova mediante la representación de «los principales precipitados o hechos geográficos en mapas transparentes y superponibles» o el uso de una fotografía seleccionada y comentada como herramienta de enseñanza «y no elegidas como simple motivo ornamental».[6]

## Obras
Algunas de sus obras fueron:
- Oroz-Betelu: monografía geográfica. Madrid, Imprenta del Patronato de Huérfanos de Intendencia e Intervención Militares, 1916.
- El dique. Pamplona, Libería Aramburu, 1924. Su única novela.
- Estudios de geografía humana. Una interpretación de las comunicaciones en Navarra, Revista internacional de los Estudios Vascos, RIEV. San Sebastián, 1926.[7][8]
- Geografía humana de Navarra. La Vivienda:  I  Pamplona, 1929; II Madrid, 1932. Apoyado con numerosas fotografías, mapas y gráficos, fue el primer estudio de las casas de Navarra.
- La casa navarra. Madrid, 1929.
- Atlas y Geografía de Navarra. Pamplona, 1931. Reunía 32 mapas ampliamente comentados, transparente, para poder superponerlos.
- Geografía de Navarra (texto explicativo del Atlas). Pamplona, 1931.
- La geografía humana. Sus límites. Su contenido. Madrid, 1934.
- El panorama de la geografía humana. Madrid, 1935.
- La Tierra humanizada. Madrid, 1949. Un «estudio de los paisajes naturales modificados por las obras de los hombres», lo que llamó «Geografía de los Paisajes Humanizados».
- Biografía de Pamplona. Pamplona, 1952. Es el primer estudio importante que aborda el origen, formación y desarrollo de la ciudad de Pamplona.
- Una geografía de Navarra. Pamplona, 1959.

## Legado
Su hijo, Miguel Urabayen, donó a la Universidad Pública de Navarra «el archivo profesional de su padre para su custodia, conservación y difusión.»